# Kroniki domowe
Kroniki domowe – polski dramat filmowy z 1997 roku w reżyserii Leszka Wosiewicza. Premiera nastąpiła rok później.

## Obsada
- Grażyna Szapołowska jako matka
- Stanisława Celińska jako ciotka Dunkierka
- Krzysztof Kolberger jako ojciec
- Aleksander Ihnatowicz jako Olo
- Michał Lesień jako Różyłło
- Samanta Janas jako Amelka
- Paulina Kinaszewska jako Melania
- Marcin Markowski jako Witek
- Artur Barciś jako Stanisław
- Ewa Konstancja Bułhak jako Maślanka
- Leon Charewicz jako kontroler
- Ryszard Chlebuś jako krewniak
- Maciej Czapski jako żołnierz
- Aleksandra Dymitruk jako koleżanka Ola
- Paweł Gędłek jako Pan Młody
- Jerzy Jedynaki jako Małysz
- Mirosław Jękot jako ksiądz
- Joanna Kurowska jako Kulka
- Katarzyna Kwiatkowska jako krewniaczka
- Halina Łabonarska jako Anielcia
- Rafał Mohr jako Jojo
- Piotr Nowacki jako wokalista
- Andrzej Róg jako Szmul
- Grzegorz Ruda jako Bodzio
- Piotr Rzymyszkiewicz jako wikary
- Janusz Sobczak jako sołdat
- Krzysztof Szczerbiński jako Felo
- Krzysztof Szczygieł jako Młodzik
- Ewa Szykulska jako Pliszka
- Sebastian Świąder jako kolega Ola
- Marcin Tyszka jako Zyga
- Zdzisław Wardejn jako sąsiad
- Cezary Żak jako przewodniczący

## Nagrody
- 22. Festiwal Polskich Filmów Fabularnych
  - 1997: Paweł Edelman - nagroda za zdjęcia
  - 1997: Przemysław Kowalski - nagroda za scenografię
  - 1997: Anna Wunderlich - nagroda za scenografię
  - 1997: film - nagroda dziennikarzy
  - 1997: Leszek Wosiewicz (FPFF)- nagroda Kin Studyjnych (wyróżnienie)
  - 1997: Leszek Wosiewicz - Don Kichot (Nagroda PF DKF) przyznana w ramach XXII FPFF w Gdyni
- Międzynarodowy Festiwal Autorów Obrazu "Camerimage"
  - 1997 - Paweł Edelman - "Brązowa żaba" za zdjęcia
- 1999 - Nagroda Koła Piśmiennictwa SFP "Złota Taśma" w kategorii: film polski za rok 1998
- Polskie Nagrody Filmowe
  - 1999 - Przemysław Kowalski - najlepsza scenografia w roku 1998
  - 1999 - najlepszy film w roku 1998 - nominacja
  - 1999 - Leszek Wosiewicz - najlepsza reżyseria w roku 1998 - nominacja
  - 1999 - Leszek Wosiewicz - najlepszy scenariusz w roku 1998 - nominacja
  - 1999 - Paweł Edelman - najlepsze zdjęcia w roku 1998 - nominacja
  - 1999 - Wojciech Waglewski - najlepsza muzyka w roku 1998 - nominacja
  - 1999 - Wanda Zeman - najlepszy montaż w roku 1998 - nominacja
  - 1999 - Michał Kwieciński - najlepszy producent w roku 1998 - nominacja
  - 1999 - Grażyna Szapołowska najlepsza rola kobieca w roku 1998 - nominacja
  - 1999 - Krzysztof Kolberger najlepsza rola męska w roku 1998 - nominacja

## Informacje dodatkowe
- Plenery filmu kręcono w Nowym Mieście nad Pilicą, w którym 10 lat później zapowiedziano budowę miasteczka filmowego.
- Sceny plenerowe rozgrywające się w "wesołym miasteczku" - podczas festynu - zrealizowano w miejscowości Domaniewice, bezpośrednio nad rzeką Pilicą, którą widać w kilku scenach.
- Muzyka z filmu ukazała się na albumach Wojciecha Waglewskiego Muzyka od środka i Muzyka filmowa.